# دوبيوك فاينتغ سانتز (1980-2001)
فريق دوبيوك فاينتغ سانتز Dubuque Fighting Saints كان فريق هوكي الجليد للناشئين من المستوى الأول والذي لعب في دوري الهوكي الأمريكي (USHL) من عام 1980 إلى عام 2001. انتقل الفريق إلى تولسا في ولاية أوكلاهوما وغير اسمه إلى تولسا كرود في عام 2001 بسبب انخفاض الحضور وارتفاع التكاليف. 